# مقاطعة مولتري (إلينوي)
مقاطعة مولتري (بالإنجليزية: Moultrie County)‏ هي إحدى المقاطعات في ولاية إلينوي في الولايات المتحدة الأمريكية.